# Peder Mannerberg
Peder Mannerberg, född 28 februari 1975, är en svensk före detta bandyspelare. 
Mannerberg är son till bandyspelaren Christer Mannerberg och storebror till Niklas Mannerberg. Han är kortväxt (169 cm) och anses vara en teknisk och mycket snabb skridskoåkare. Han har spelat bandy i IFK Motala (sex säsonger) i den högsta divisionen i Sverige (numera kallad Elitserien), och även gjort en säsong i Vetlanda BK. Moderklubben är Tranås BoIS. Mannerberg var med i svenska pojklandslaget både inom fotboll och bandy.